# Ferencváros – Budapest Honvéd en football
Les matchs Ferencváros – Budapest Honvéd opposent deux clubs basés dans la capitale hongroise ; à ce titre les rencontres entre les deux clubs sont parfois appelées « derby de Budapest ». 

## Histoire
La rivalité trouve ses origines dans la première moitié des années 1950, période dans laquelle où le Honvéd devient un sérieux concurrent aux clubs de Budapest comme Ferencváros, Újpest et le MTK. Preuve de cette concurrence, Honvéd est sacré champion de Hongrie à cinq reprises entre 1950 et 1955.
En 1949, le Ministère de la défense et l'armée hongroise prennent le contrôle du Kispest FC et le renomment Budapest Honvéd. Le club se procure ainsi les meilleurs joueurs hongrois, ceux faisant partie du onze d'or champion olympique en 1952 puis finaliste de la Coupe du monde 1954. Mais l'insurrection de Budapest en 1956 conclut l'âge d'or du Honvéd ; l'équipe est disloquée et certains joueurs refusent de retourner en Hongrie dont notamment le prolifique buteur Ferenc Puskás.
Durant cette période dorée pour Honvéd, Ferencváros se fait discret. Mais dans la décennie suivante (1956-1966), Fradi remporte la Coupe des villes de foires 1964-1965 en battant la Juventus Turin ainsi que trois championnats et une coupe de Hongrie.

## Navigation
- Ferencváros
- Budapest Honvéd
- Championnat de Hongrie de football
- Liste de derbies et de rivalités dans le football